# Yamaguchi-gumi
El Sexto Yamaguchi-gumi (六代目山口組 Rokudaime Yamaguchi-gumi?) es la más grande organización criminal yakuza en Japón y su nombre se debe a su fundador, Harukichi Yamaguchi. Sus inicios se remontan a un viejo sindicato de pescadores en Kōbe antes de la Segunda Guerra Mundial.
Es una de las mayores organizaciones criminales del mundo, y de acuerdo con datos de la policía japonesa, cuenta con alrededor de 20,400 miembros activos y 18,600 miembros asociados en 2007. Además es el mayor grupo boryokudan, y sus miembros abarcan por lo menos el 45% de los 86,300 yakuza en Japón, a fecha de 2005. El poder del clan Yamaguchi-gumi se divide entre 102 personas; 1 kumichō (組長) (Jefe), 15 shatei (舎弟) (hermanos menores) y 86 wakachū (若中) (niños) en noviembre de 2005.
Los Yamaguchi-gumi se encuentran entre los criminales más ricos del mundo, con unas ganancias estimadas en miles de millones de dólares al año mediante actividades como extorsión, apuestas, prostitución, tráfico de armas y drogas, fraude hipotecario, pornografía y manipulación de licitaciones y de acciones.
Los Yamaguchi-gumi tienen como sede la ciudad de Kōbe, Japón, aunque sus operaciones abarcan todo el país, parte de Asia y Estados Unidos. A pesar del constante acecho de la policía, el número de miembros ha ido en aumento. El actual kumicho (Jefe), Shinobu Tsukasa, ha declarado en varias ocasiones que su política se basará en la expansión, incluso abriéndose camino a Tokio, el cual tradicionalmente no les pertenece a los Yamaguchi. Además cuentan con varias células operando fuera del país.

## Líderes
- 1.er kumicho (1915–1925): Harukichi Yamaguchi

- 2.º kumicho (1925–1942): Noboru Yamaguchi — hijo de Harukichi Yamaguchi

- 3.er kumicho (1946–1981): Kazuo Taoka

Cuando Taoka heredó el título de kumicho, la organización era únicamente la familia y una docena de miembros locales. Fue Taoka quien hizo de Yamaguchi-gumi una de las mayores organizaciones criminales del mundo. Taoka pidió a sus subordinados que tuvieran un negocio legítimo manejado por sus propias familias, las cuales serían una especie de subsidiaria de la familia Yamaguchi-gumi. Además él fue quien creó el sistema estructural que rige a la familia. Wakagashira son elegidos como subjefes al servicio del kumicho y a su vez algunos de los miembros más destacados son nombrados como wakagashira-hosa (delegados).
- 4.º kumicho (1984–1985): Masahisa Takenaka

Tras la muerte de Taoka, el sucesor aparente era el wakagashira Kenichi Yamamoto (kumicho de Yamaken-gumi, una familia subsidiaria de los Yamaguchi) pero se encontraba cumpliendo una sentencia en prisión y murió tiempo después por una enfermedad en el hígado. La esposa de Kazuo, Fumiko Taoka, tomó el mando de la organización temporalmente, hasta que un consejo de ocho jefes eligiera un sucesor.
En 1984 fue elegido Masahisa Takenaka (kumicho de Takenaka-gumi) para ser el cuarto kumicho de Yamaguchi-gumi. Uno de los otros candidatos, Hiroshi Yamamoto ('kumicho de Yamahiro-gumi), se separó de Yamaguchi-gumi junto con otros miembros importantes y unos 3,000 soldados para formar su propia facción yakuza llamada “Ichiwa-kai”. La rivalidad entre ambos grupos se desbordó tras el asesinato de Takenaka y wakagashira Katsumasa Nakayama, en lo que se conoce como “Guerra Yama-Ichi”. Durante la guerra con Ichiwa-kai, el kumicho Kazuo Nakanishi (kumicho de Nakanishi-gumi) y wakagashira Yoshinori Watanabe (kumicho de Yamaken-gumi) tomaron el mando de la organización hasta 1989.
- 5.º kumicho (1989–2005): Yoshinori Watanabe

Al terminar la guerra con Ichiwa-kai, el clan eligió a wakagashira Yoshinori Watanabe como 5.º kumicho de la organización. Masaru Takumi (kumicho de Takumi-gumi) fue elegido a su vez como wakagashira. Takumi resultó ser tan respetado dentro de la organización, y su influencia llegó a ser mayor que la del propio kumicho.
- 6.º kumicho (2005–presente): Kenichi Shinoda más conocido como Shinobu Tsukasa

En 1997, el entonces influyente wakagashira Masaru Takumi fue asesinado por subordinados del entonces wakagashira-hosa (delegado) Taro Nakano. Luego del asesinato, los líderes de la organización no se decidieron por un nuevo wakagashira durante ocho años. Como resultado, el liderazgo dentro de Yamaguchi-gumi se fue debilitando. Finalmente a inicios de 2005, wakagashira-hosa Shinobu Tsukasa (entonces kumicho de Hirota-gumi) fue elegido como nuevo wakagashira y poco después, en agosto de ese año, Tsukasa fue elegido para ser el 6.º kumicho de Yamaguchi-gumi.
Watanabe se retiró para enfocarse a su vida personal, algo poco común entre los Yakuza, pues generalmente los Jefes no se retiran hasta su muerte. Bajo el liderazgo de Tsukasa, el 6.º Yamaguchi-gumi continuó su expansión. Kiyoshi Takayama, kumicho de Kodo-kai, fue elegido como wakagashira. Absorbieron a la pandilla de Tokio Kokusui-kai, adquiriendo así una plaza muy lucrativa dentro de la capital. Tsukasa fue encarcelado en diciembre de 2005 por posesión ilegal de un arma, y pasó casi seis años en la prisión.

## Apoyo a damnificados

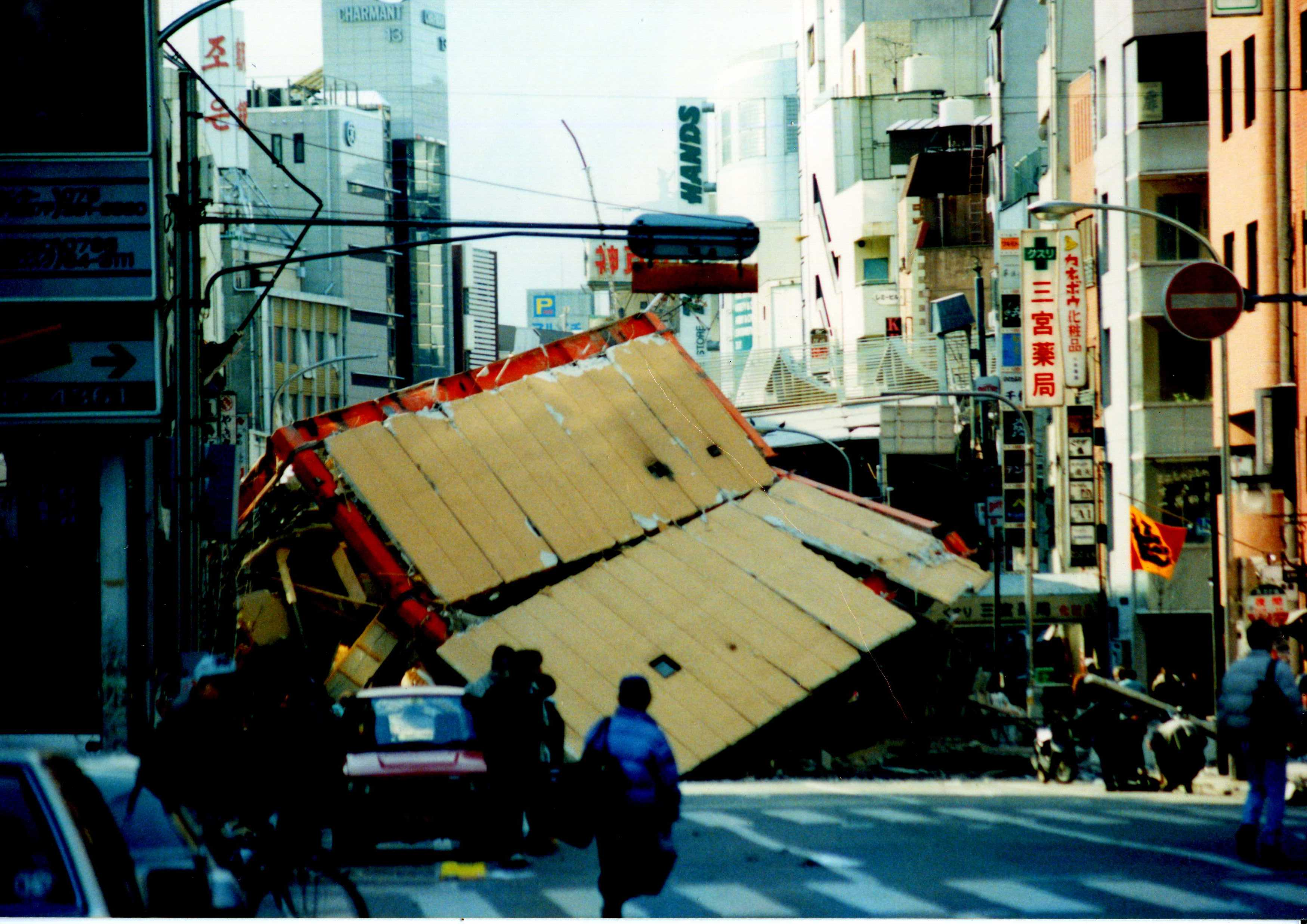
El terremoto en Kōbe en el año 1995 ayudó a que esta organización se haga conocida por apoyar a la gente damnificada

Tras el Terremoto de Kōbe de 1995, Yamaguchi-gumi emprendió una campaña de apoyo a las víctimas del terremoto, distribuyendo alimentos y suministros. Esta ayuda supuso un alivio para la población de Kōbe, pues la ayuda del gobierno demoró varios días.
Yamaguchi-gumi también ayudó a las víctimas del Terremoto y tsunami de Japón de 2011 abriendo sus oficinas al público y enviando suministros a las áreas afectadas.

### Boletín informativo
En un intento por aumentar el número de miembros y subir la moral, Yamaguchi-gumi ha lanzado un boletín de ocho páginas. La publicación sirve como puente entre la organización y posibles miembros e incluye artículos sobre algunos de sus grupos y sus tradiciones, incluyendo una sección editorial escrita por su líder Kenichi Shinoda.

## Asesinato de Itchō Itō
El 17 de abril de 2007, Tetsuya Shiroo, un importante miembro de "Suishin-kai" (una familia Yakuza afiliada a Yamaguchi-gumi), asesinó a Itchō Itō, el alcalde de Nagasaki en Japón, por una presunta disputa por el daño causado al coche de Shiroo en un sitio donde se realizaba una construcción pública. El 26 de mayo de 2008 Tetsuya Shiroo fue sentenciado a muerte. Sin embargo, la Suprema Corte de Fukuoka, conmutó la sentencia de muerte por cadena perpetua el 29 de septiembre de 2009.

### Otros delitos
El 14 de enero del 2021 el Departamento de Policía Metropolitana de Tokio arrestó a Hiroki Sakata, miembro de Yamaguchi-gumi, en relación con una estafa en 2018 en la que los daños valieron 60 millones de yenes (475,059 dólares estadounidenses en 2022).

## Sanciones
En febrero de 2012 el Departamento del Tesoro de los Estados Unidos anunció que congelarían cuentas controladas por la organización y por dos de sus principales líderes. La administración del Presidente Obama impuso varias sanciones a Yamaguchi-gumi, así como a otras organizaciones criminales como Bratski Krug en Rusia, la Camorra de Italia y Los Zetas de México.

## Disminución de miembros
La membresía de Yakuza ha ido disminuyendo constantemente desde la década de los 90. Según la Agencia Nacional de Policía, el número total de mafiosos registrados cayó un 14% entre 1991 y 2012, a 78,600. De ellos, 34,900 eran miembros de Yamaguchi-gumi, una disminución del 4% desde 2010. Su membresía había disminuido aún más en 2013, con un estimado de 28,000 miembros, y volvió a caer a 23,400 miembros en 2014.

### Escisión
El 27 de agosto de 2015, la policía japonesa confirmó que poderosas facciones, incluidas Yamaken-gumi con base en Kōbe, Takumi-gumi con base en Osaka y Kyoyu-kai, se separaron. de Yamaguchi-gumi y formó un nuevo grupo llamado Kōbe Yamaguchi-gumi. Antes de la división, la organización constaba de setenta y dos facciones. Esta fue la primera división importante desde la formación de Ichiwa-Kai hace más de treinta años.